# Carl Franz Anton Ritter von Schreibers
« Schreibers » redirige ici. Ne pas confondre avec Schreiber.
Le chevalier Carl Franz Anton von Schreibers, né le 15 août 1775 à Presbourg) et mort le 21 mai 1852, est un naturaliste autrichien. Son nom a été donné à un minéral des météorites de fer (la schreibersite), ainsi qu'à une chauve-souris d'Europe et d'Afrique (le minioptère de Schreibers).

## Biographie
Fils d’un archiviste de l’armée, Schreibers étudie à Vienne en Autriche la médecine mais aussi la botanique, la minéralogie et la zoologie. Il est de 1795 à 1798 l'assistant du phrénologue Gall. Il obtient son titre de docteur en 1798. Il voyage à travers l’Europe, il visite les muséums et rencontre de nombreux scientifiques.
De 1802 à 1807, il est l’assistant du professeur Jordan à l’université de Vienne. En 1806, il succède à Andreas Xaverius Stütz à la tête du cabinet de curiosités de l’empereur François II. Il refuse un poste à l’université pour de devenir le directeur du nouveau muséum de Vienne.
Schreibers s’intéresse, comme de nombreux scientifiques de son temps, à un large éventail de sujets. Il se passionne particulièrement pour les météorites. Il enrichit considérablement les collections mais aussi la bibliothèque qui contient plus de 30 000 volumes (ainsi qu’une riche correspondance).
Malheureusement, le bombardement de Vienne, le 31 octobre 1848, par l’armée impériale qui y assiège les révolutionnaires, met le feu au bâtiment qui abrite les collections, et presque toute l’œuvre de  von Schreibers disparaît dans les flammes. Seule sa collection de météorites est préservée.